# Nacionalismo metodológico
O nacionalismo metodológico refere-se à adequação do conceito de sociedade ao espaço do Estado-nação nas ciências sociais.

## A crítica ao paradigma da sociedade nacional
Essa concepção implícita de sociedade vem sendo criticada pela teoria social desde a década de 1970, em particular por especialistas em globalização, como o antropólogo Arjun Appadurai.
A sociologia nasceu como disciplina no século XIX, na época da afirmação do Estado-nação. É por isso que a sociedade nacional aparecia como a referência conceitual mais relevante para se pensar os laços sociais. No entanto, o processo de globalização aumenta e multiplica os laços sociais fora do território nacional. Uma vez que é o laço social que faz a sociedade, a adequação do conceito de sociedade à escala do Estado-nação é cada vez menos relevante.

## Alternativas ao paradigma social
As principais reflexões na tentativa de superar o nacionalismo metodológico vêm da obra de Ulrich Beck sobre cosmopolitismo. Beck afirma que a nação é apenas uma das dimensões da identidade coletiva, que não é mais relevante do que outras para abordar a questão das diferenças e grupos sociais dentro da humanidade.
O trabalho de Saskia Sassen sobre cidades globais escapa ao nacionalismo metodológico ao adotar a perspectiva do transnacionalismo.
A teoria das redes também oferece ferramentas metodológicas e conceituais para superar o nacionalismo metodológico.